# Ulrich II de Weimar-Orlamünde
Ulric II (en allemand : Ulrich ; connu également sous les noms de: Odalric, Udalrich ou Odalricus), né vers 1064 et mort le 13 mai 1112, fut comte de Weimar-Orlamünde en Thuringe de 1070 à sa mort. Il est nommé margrave d'Istrie et de Carniole en 1098. Par son décès, la ligne masculine des comtes s'éteignit.

## Biographie
Ulric II est le fils aîné du comte Ulrich Ier de Weimar-Orlamünde (mort en 1070), margrave d'Istrie et de Carniole, et de son épouse Sophie (morte en 1095), fille du roi Béla Ier de Hongrie. Il succède à son père en tant que comte de Weimar-Orlamünde alors qu'il est encore enfant le 6 mars 1070. Sa mère se remaria avec le duc Magnus Ier de Saxe.
Considéré comme de Saxonie principus, Ulric hérite des marches paternelles d'Istrie et de Carniole après la mort, sans issue mâle, de son frère cadet Poppo II en 1098. Néanmoins, il est privé de l'Istrie vers 1108, quand le roi Henri V a décerné la marche à son partisan Engelbert II de Sponheim, dont le père Engelbert Ier avait précédé son frère. 
Avant l'an 1102, Ulric se marie avec Adélaïde de Thuringe (morte en 1146), fille du comte Louis le Sauteur, mais leur union reste stérile et l'épouse fut répudiée. Bien que l'empereur Henri V a cherché à confisquer les alloux d'Ulric en Thuringe, le patrimoine de Weimar-Orlamünde passe à Siegfried de Ballenstedt, veuf d'Adélaïde de Weimar-Orlamünde, et ses descendants de la maison d'Ascanie après sa mort en 1112. Sa nièce Sophia, fille du margrave Poppo II, transmet des vastes possessions dans l'Istrie et la Carniole à son époux le comte Berthold II d'Andechs. Leur fils Berthold III est nommé margrave d'Istrie et de Carniole en 1173 et devient l'ancêtre des ducs de Méranie.